# Gare d'Eichwalde
La gare d'Eichwalde est une gare ferroviaire allemande de la ligne de Berlin à Görlitz. Elle est située à environ 750 mètres à l'ouest du centre d'Eichwalde. Les limites de la ville de Berlin sont à environ 500 m. Les rues adjacentes sont Heinrich-Heine-Allee et August-Bebel-Allee.. Elle se trouve sur la ligne de Berlin à Görlitz.

## Histoire
La gare ouvre le 1er juin 1874 avec deux plates-formes latérales situés à environ 150 m au nord de la gare actuelle. Le 1er juillet 1898, les plates-formes sont déplacées à l'emplacement actuel. Cela est suivi du changement de nom : Eichwalde-Schmöckwitz.
En 1934, la gare est desservie par des trains à vapeur toutes les demi-heures. En 1935, le point d'arrêt est renommé : Eichwalde (Kreis Teltow).
Après la Seconde Guerre mondiale, des voies sont démantelées à la gare. Le 21 juin 1945, la réouverture pour le trafic de banlieue se fait sur une voie. En juin 1947, une voie de passage est ajoutée. L'électrification est terminée le 30 avril 1951. Dans le même temps, le tunnel des passagers est prolongé et reconstruit du côté ouest avec un accès à deux escaliers. La hauteur de la plateforme est élevée de 76 cm à 96 cm. L'inauguration a lieu le 1er mai 1951. La construction de 1950-1951 est financée, entre autres, par l'achat de timbres de donation de la population d'Eichwalde.
La RDA bloque la zone en dehors de Berlin pour les habitants de Berlin-Ouest le 26 mai 1952, Eichwalde devient un point de contrôle frontalier qui prend généralement six minutes. En mai 1953, la station a simplement le nom d'Eichwalde. Dans les années 1970, la gare est rénovée et certaines parties du style architectural ancien sont recouvertes. À l'été 1989, on renouvelle le toit de la plateforme en difficulté. En raison d'une rupture dans un support de toit, la verrière n'est plus de 94 m mais de 89 m de long.
En 2018, les travaux commencent pour un accès aux personnes à mobilité réduite. Le passage inférieur pour les passagers est modernisé et les accès est et ouest entièrement renouvelés. On installe des rampes et un ascenseur à la plate-forme.